# ЛГБТ
ЛГБТ е акроним от първите букви на думите, означаващ всички лесбийки, гей, бисексуални и трансджендър хора. Този термин се счита за по-точен, приемлив и не толкова противоречив, колкото налаганият от науките за пола през 90-те термин куиър (от англ. 'queer').
Терминът възниква през 1990 г. като адаптация на по-краткия вариант ЛГБ, а към 2004 г. терминът ЛГБТ е придобил такова разпространение, че официално се използва от почти всички организации и центрове на гей общността, както и от ЛГБТ медиите в англоезичните държави.

## Варианти
В някои случаи, макар и по-рядко, акронимът се среща като ГЛБТ, както и с допълнителни букви, като например ЛГБТИ, което включва и т.нар. интерсексуални хора и дори като ЛГБТК (от английското LGBTQ), където К идва от куиър.

## Критика на термина
Причината за по-дългите изписвания е в това, че голяма част от транссексуалните и интерсексуалните смятат, че трябва да се прави ясна разлика между сексуална ориентация (ЛГБ) и алтернативна идентичност на пола (ТИ). Някои транссексуални хора извън България дори са убедени, че не бива да бъдат включвани в групата на ЛГБ, тъй като имат по-различни нужди и проблеми, а в същото време не получават адекватно съдействие от чуждестранните ЛГБТ организации, което мнение е споделяно и от много ЛГБ хора в чужбина. По подобен начин, някои интерсексуални там държат към акронима винаги да се добавя И, а други смятат това за неправилно.
Друг пример за разногласие в употребата на термина е общността на афроамериканските хомосексуални мъже и жени (САЩ), които смятат, че ЛГБТ по същество включва за „бялата общност“ и вместо това използват названието „обичащи своя пол“ (ОСП).
Подобни критики и желания за различни от стандартния термин назовавания са признаци на известна нетолерантност, вътре-дискриминация и липса на усилие за поддържане на атмосфера на мултикултурализъм в самата ЛГБТ общност (става дума извън рамките на България). Подобни тенденции в България има в малка степен, като наследяващи стандартния български модел на етноцентризъм, макар че като цяло българската ЛГБТ общност, като по-късно оформила се, наследява по-скоро добрите практики на вътре-ЛГБТ мултикултурни и разно-етнически отношения на признаване, толерантност и равно представяне.